# دوري آيسلندا الممتاز 1956
دوري آيسلندا الممتاز 1956 (بالآيسلندية: 1. deild karla í knattspyrnu 1956) هو الموسم 45 من  دوري آيسلندا الممتاز. أقيم خلال الفترة 10 يونيو 1956 وحتى 23 سبتمبر 1956، والذي يشرف على تنظيمه اتحاد آيسلندا لكرة القدم، وكان عدد الأندية المشاركة فيه  6، وفاز فيه نادي فالور.